# 克爾薩茨

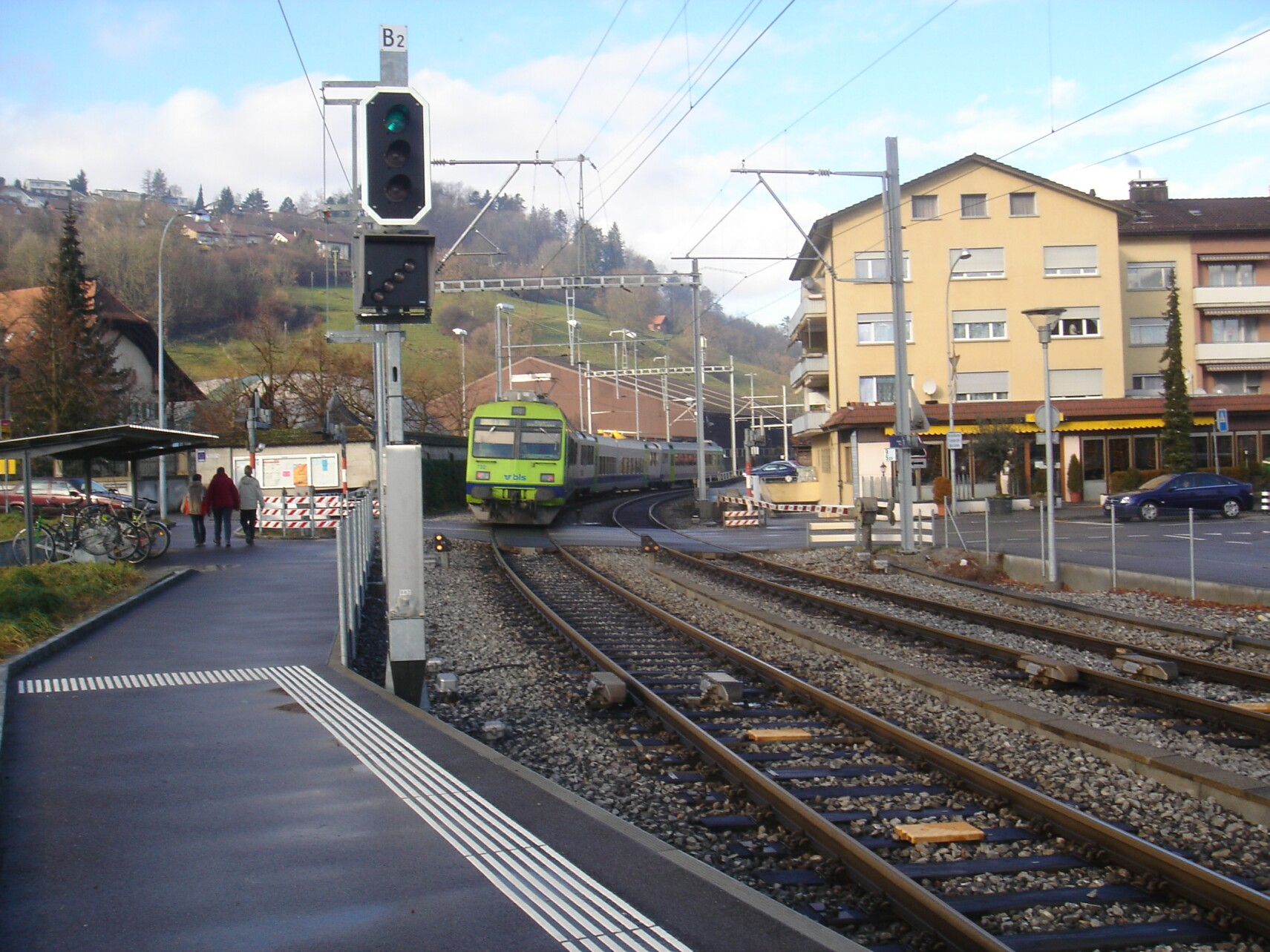

克爾薩茨是瑞士的城鎮，位於該國中西部，由伯恩州負責管轄，面積4.44平方公里，五成半土地是農業用地，海拔高度570米，2011年人口4,079，人口密度每平方公里919人。